# 2023年のオランダグランプリ (ロードレース)
2023年のオランダグランプリは、ロードレース世界選手権の2023年シーズン第8戦として、6月25日にオランダのTTサーキット・アッセンで開催されたイベント。